# Guam
Guam és una illa al Pacífic occidental que forma part de l'arxipèlag de les Mariannes. Oficialment és un territori no incorporat dels Estats Units d'Amèrica. Té una superfície de 541 km² i una població de 159.547 habitants (2002). És a mig camí entre Hawaii i les Filipines, dins de la Micronèsia. És l'illa més meridional, més gran i més poblada de les Mariannes. Hi predominen els turons i a la part nord hi ha espadats, amb moltes coves, que s'alcen 150 metres sobre el nivell del mar. L'illa és estreta al centre i s'eixampla cap al sud, on hi ha muntanyes i valls travessades per rierols i cascades. Les platges més arrecerades són les de l'oest. L'economia de Guam es fonamenta en la presència de la base naval, les plantacions de cocoters, la pesca i el turisme. S'hi parlen els idiomes anglès, chamorro i japonès, aquest últim només entre la gent més gran.

## Història

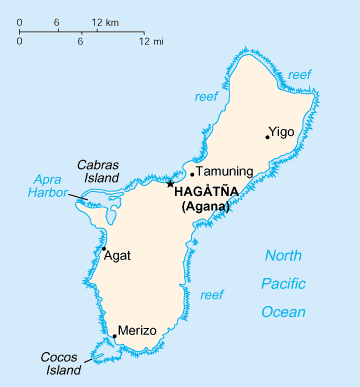
Mapa de Guam

El primer assentament de Guam i la resta de les illes Mariannes té lloc al voltant de 1500 aC de les Filipines. Els descendents d'aquesta migració són els indígenes de Guam, els chamorros.
Descoberta per Magalhães el 1521, va ser una possessió espanyola fins a la pèrdua de les darreres colònies el 1898, quan va passar a ser governada pels Estats Units. L'any 1528, Álvaro de Saavedra Cerón va prendre possessió d'una part de l'arxipèlag de les Mariannes en nom del rei d'Espanya. L'any 1565, Miguel López de Legazpi va plantar una creu a l'illa que mostrava la seva pertinença a la corona castellana, que va durar fins al 1898, quan va ser cedida als Estats Units després de la Guerra hispano-estatunidenca.
Durant la Segona Guerra Mundial, Guam va ser atacada per l'Imperi Japonès i conquerida tres dies després de l'atac a Pearl Harbor, després de la Primera Batalla de Guam el desembre de 1941. Com a part de la campanya de les Illes Mariannes i Palau durant l'estiu de 1944, l'illa va ser reconquerida pels Estats Units en la Segona Batalla de Guam just després de la invasió de Tinian.
Guam, des de 1982, va adquirir una certa autonomia i des d'aleshores disposa de cambra legislativa pròpia.
Continua sent una base important per a les forces armades dels Estats Units al Pacífic. La base de la Força Aèria Andersen s'ha utilitzat per a bombardeigs estratègics i altres propòsits des d'aleshores, i la base naval de Guam és una de les tres que poden allotjar portaavions de la Marina dels EUA a la regió.
El 5 de juny de 2015, Guam es converteix en el primer territori dels Estats Units a adoptar el matrimoni entre persones del mateix sexe, i els primers matrimonis es van celebrar el dia 9 de juny de 2015.
El 8 d'agost de 2017, a mesura que les tensions entre els Estats Units i Corea del Nord augmentaven, aquest últim va amenaçar d'atacar l'illa de Guam. Detalla el seu pla uns dies després: dispara simultàniament 4 míssils que passaran per sobre del Japó i s'estavellaran a 30 o 40 km de la costa. El governador de Guam, però, explica a CNN que no està preocupat per l'amenaça dels míssils nord-coreans perquè, segons ell, l'illa està equipada amb l'últim escut de protecció antimíssils disponible fins ara.

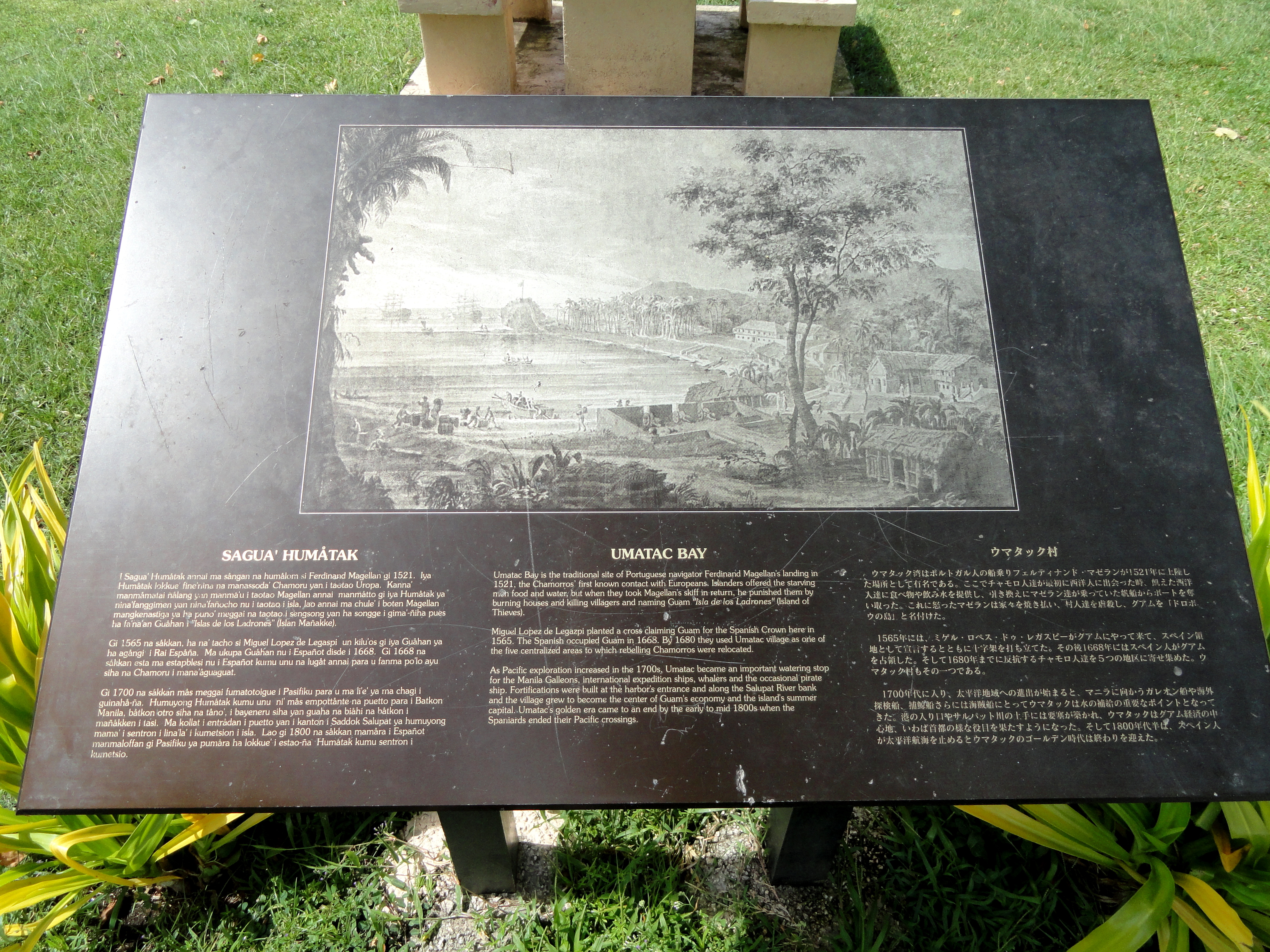
Placa commemorativa de l'arribada de Magalhaes a la badia d'Umatac.
Guam va formar part de les Indies orientals espanyoles des del 1565 fins al 1898.
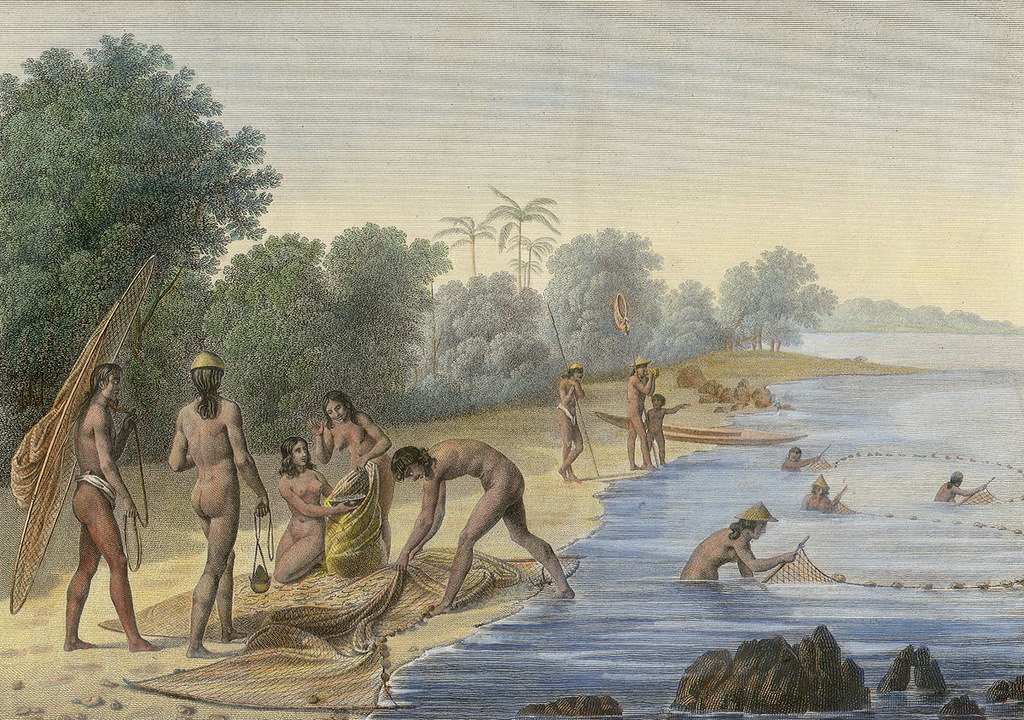
Representació d'un artista francès de la pesca de poblacions Chamorro (1819).

La capital va ser anomenada pels espanyols Agaña, més tard els nord-americans en digueren Agana i actualment la forma oficial en chamorro és Hagåtña (1.200 habitants).
Al seu port, anomenat Apra, els americans hi instal·laren una base naval. Actualment, és el centre administratiu i de transport (hi ha l'aeroport), mentre que el centre comercial és a la ciutat de Tamuning (10.800 habitants).

## Geografia
Situat al mar de les Filipines, Guam limita amb l'oceà Pacífic. Es troba a 217 km al sud-sud-oest de Capitol Hill (Illa de Saipan), Illes Mariannes Septentrionals, i a 845 km a l'est-nord-est de Colònia, a l'illa de Yap, Micronèsia. Guam cobreix una àrea de 541,3 km². La seva part nord està formada per un atol elevat. Hagåtña és la capital (antic nom Agaña). Segons el cens de 2010 tenia uns 1.051 habitants.

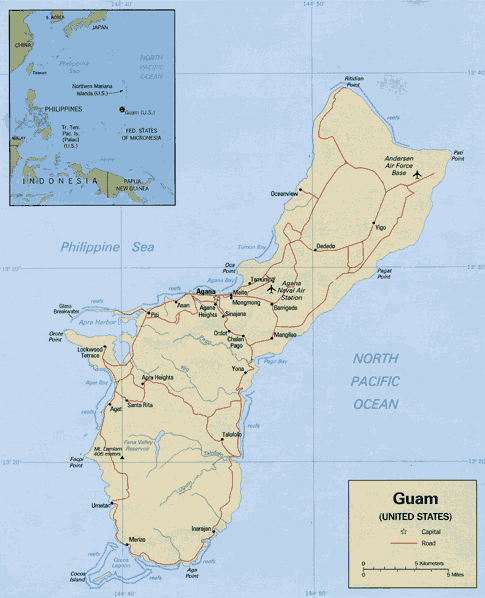
Mapa de Guam.
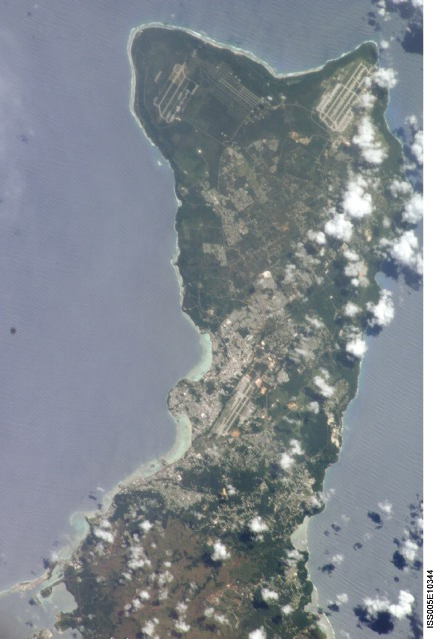
El nord de Guam vist des de l'espai.
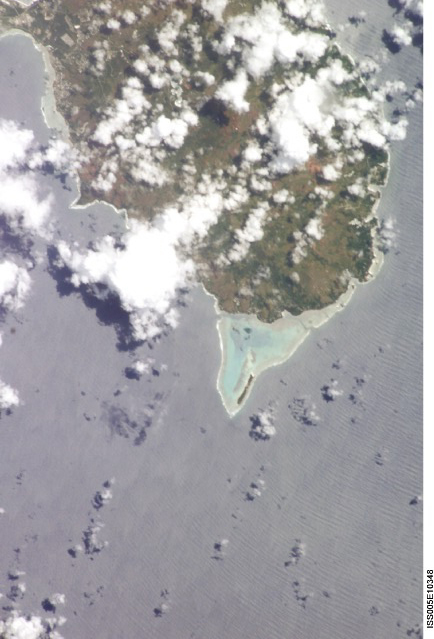
El sud de Guam vist des de l'espai.
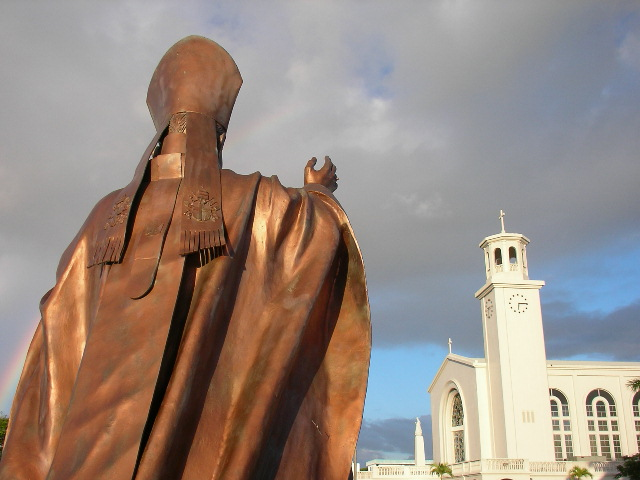
Catedral de Sweet Name of Mary i una estàtua del papa Joan Pau II presa a Hagåtña (Guam).
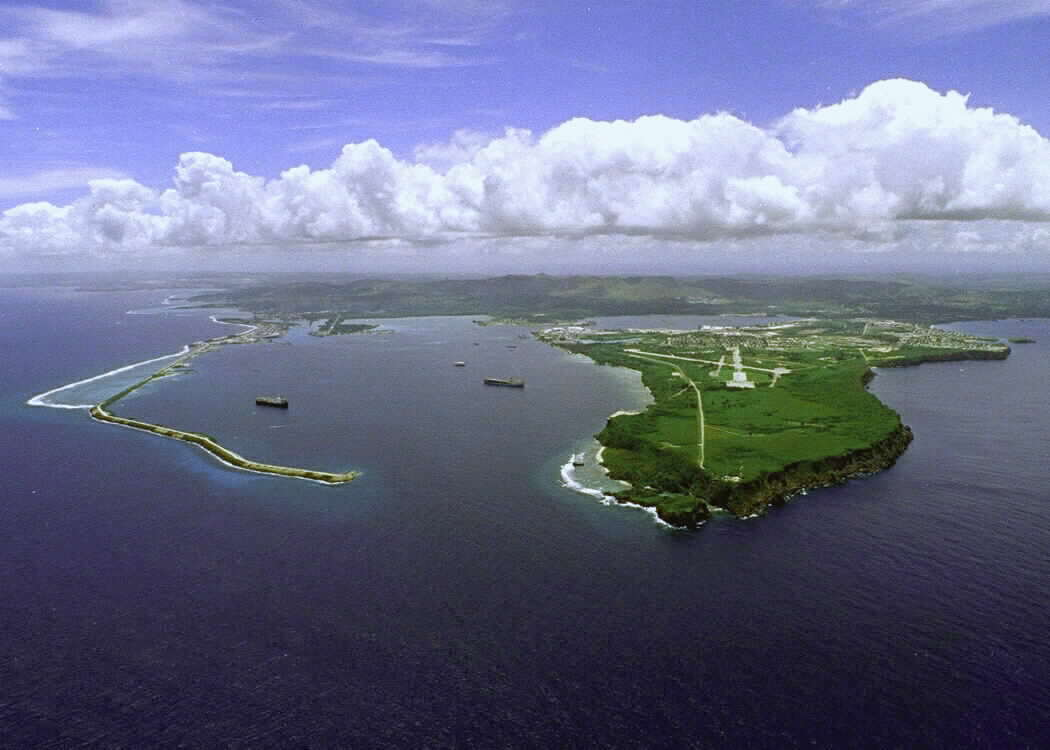
Port d'Apra.
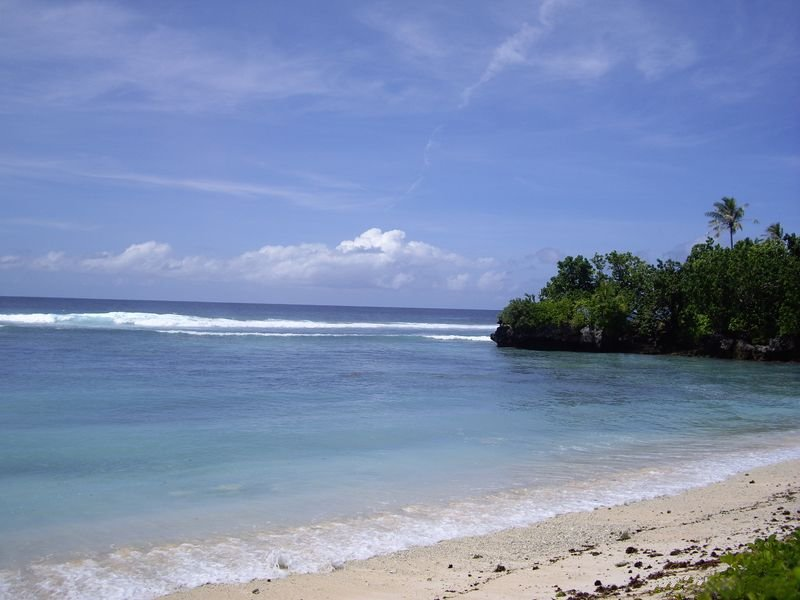
Una platja a Guam.

## Política
El governador de Guam és elegit per un mandat de quatre anys. El demòcrata Lou Leon Guerrero ocupa el càrrec des de gener de 2019.
El poder legislatiu està en mans de la legislatura de Guam, anomenada I Liheslaturan Guåhan en chamorro. A diferència de gairebé totes les legislatures estatals dels Estats Units, es tracta d'un parlament unicameral, format per 15 senadors elegits per dos anys d'una sola circumscripció electoral que abasta tota l'illa.
Com a territori no incorporat i encara que els seus habitants són ciutadans nord-americans, Guam no vota a les eleccions presidencials dels Estats Units, no tria un senador al Senat dels Estats Units i només elegeix un delegat, sense vot, a la Cambra de Representants dels EUA. Però si un resident de Guam es trasllada a un estat dels Estats Units, té els mateixos drets de vot que un resident d'aquest estat.
Michael San Nicolas ha exercit com a delegat de Guam a la Cambra de Representants des de gener de 2019.

## Economia
Guam té, sobretot gràcies al turisme, una economia pròspera. El país té un PIB de 3,2 mil milions de dòlars. La renda per càpita anual és de 22.000 dòlars el 2005, 26 vegades més alta que a Indonèsia i lleugerament més alta que a Corea del Sud.
Guam té importants dipòsits de bauxita.
L'exèrcit nord-americà hi té una base aèria important i una base naval, que és una gran contribuïdora a l'economia de l'illa. Els bombarders B1 estan estacionats a Guam. El Japó, Corea del Sud, la Xina i Corea del Nord es troben a l'abast d'aquests avions militars.

## Síndrome de Guam
A mitjan segle xx, s'ha observat una incidència anormalment alta (de 50 a 100 vegades superior a la normal) d'una síndrome suggerent de malalties neurodegeneratives conegudes, amb casos esporàdics entre els joves (com per a les malalties priòniques), en la població indígena chamorro, molt intrigant i preocupant per als epidemiòlegs.
Aquesta síndrome de vegades s'anomena síndrome de Guam. Combina els símptomes de l'esclerosi lateral amiotròfica i els de la demència parkinsoniana, constituint una malaltia neurodegenerativa, que apareix uns trenta anys després de l'inici de la intoxicació per fruits de Cycas micronesica.

## Demografia
| 1960   | 1961   | 1962   | 1963   | 1964   | 1965   | 1966   | 1967   | 1968   | 1969   | 1970   | 1971   | 1972   | 1973   | 1974   | 1975   | 1976   | 1977   | 1978   | 1979    | 1980    | 1981    | 1982    | 1983    | 1984    | 1985    | 1986    | 1987    | 1988    | 1989    | 1990    | 1991    | 1992    | 1993    | 1994    | 1995    | 1996    | 1997    | 1998    | 1999    | 2000    | 2001    | 2002    | 2003    | 2004    | 2005    | 2006    | 2007    | 2008    | 2009    | 2010    | 2011    | 2012    | 2013    | juliol 2015 | 2016    | juliol 2018 | 2020    |
| 66.741 | 68.073 | 69.607 | 71.289 | 73.048 | 74.827 | 76.611 | 78.409 | 80.219 | 82.042 | 83.880 | 85.728 | 87.585 | 89.463 | 91.381 | 93.354 | 95.386 | 97.476 | 99.628 | 101.846 | 104.131 | 106.486 | 108.911 | 111.405 | 113.961 | 116.576 | 119.232 | 121.924 | 124.677 | 127.525 | 130.482 | 133.553 | 136.696 | 139.820 | 142.806 | 145.562 | 148.060 | 150.306 | 152.275 | 153.951 | 155.328 | 156.417 | 157.241 | 157.823 | 158.194 | 158.401 | 158.429 | 158.331 | 158.310 | 158.621 | 159.440 | 160.858 | 162.810 | 165.124 | 161.785     | 162.742 | 167.772     | 153.836 |

Segons el cens de 2010, Guam tenia 159.358 habitants, incloent:
- 49,3 % dels oceanoamericans

- - 37,3 % de Chamoros

- - 7,0 % de Chuukois

- - 5,0 % altres

- 32,2 % d’asiàtics americans

- - 26,3 % de filipins americans

- - 2,2 % de coreans-americans

- - 1,5 % dels xinesos americans

- - 1,4 % de japonesos americans

- - 0,8 % altres

- 7,1 % de blancs americans

- 1,0 % d'afroamericans

- 0,8 % d’hispans i llatins

- 9,4 % de raça mixta

- 0,3 % altres.

### Religió
Segons el Pew Research Center, l'any 2010, el 94,2% dels residents de Guam són cristians, principalment catòlics (75%) i en menor mesura protestants (17,7%). A més, l'1,1% de la població són budistes, l'1,5% practica una religió popular i un 3,2% practica una altra religió o no en practica cap.

## Esport
L’equip de futbol de Guam va patir una aclaparadora derrota contra Corea del Nord l'11 de març de 2005 amb el marcador de 21-0. Després va guanyar un partit contra Turkmenistan en un partit que comptava per a les eliminatòries de la Copa del Món de 2018 per un marcador d'1-0 l'11 de juny de 2015. Va ser la primera victòria de la seva història en un partit que comptava per a una eliminatòria per al Mundial. I quatre dies després, el 15 de juny, van guanyar l'Índia per 2-1.
La Federació d'Esgrima de Guam està afiliada a la Federació Internacional d'Esgrima de manera provisional des del 5 d'abril de 2011.
També hi és present una federació XV.
L'equip EuroCyclingTrips–CMI Pro Cycling}}, participant als Circuits Continentals de Ciclisme té la seu a Guam.

## Personalitats
- Sant Pere Calungsod (1654-1672), catequista filipí

- Beat Diego Luis de San Vitores (1627-1672), sacerdot jesuïta espanyol, missioner

## Ecologia
L'illa està infestada de serps de l'espècie Boiga irregularis, que eliminen diverses espècies d'ocells endèmics de Guam, inclòs l'alció de Guam (Todiramphus cinnamominus). A més d'haver provocat l'extinció de dotze dee les catorze espècies d'ocells endèmics a l'illa, també és responsable de la desaparició de dues de les tres espècies de ratpenats endèmiques i sis espècies de sargantanes. Aquesta serp hauria estat introduïda uns anys després de la Segona Guerra Mundial, probablement per un vaixell de càrrega militar o comercial de Papua Nova Guinea.
A principis de 2013, l'illa tenia dos milions d'aquestes serps.
Després de la desaparició dels ocells, l'illa també està experimentant una explosió en el d'aranyes. El març de 2013, les autoritats decideixen fer front al problema de la superpoblació de serps. Per això, milers de ratolins morts que es llancen al bosc amb petits paracaigudes de cartró. Les serps tenen una al·lèrgia mortal al paracetamol. Les autoritats esperen així limitar significativament aquests rèptils, que no tenen depredadors a l'illa.